# Plectromerus unidentatus
Plectromerus unidentatus är en skalbaggsart som beskrevs av Fisher 1942. Plectromerus unidentatus ingår i släktet Plectromerus och familjen långhorningar. Inga underarter finns listade i Catalogue of Life.